# یوداگالودا
یوداگالودا (به لاتین: Udagalauda) یک منطقهٔ مسکونی در سری‌لانکا است که در استان مرکزی (سری‌لانکا) واقع شده‌است.